# Militärische Universität Nueva Granada
Die Militär-Universität Nueva Granada (spanisch: Universidad Militar Nueva Granada), auch als UMNG bekannt, ist eine öffentliche Einrichtung der höheren Bildung. Die Universität befindet sich in Bogotá (Kolumbien).

## Geschichte
Der Ursprung reicht bis ins Jahr 1962 zurück. Die Schule wurde als Militärschule „José María Córdova“ zur zusätzlichen höheren Ausbildung von Kadetten in den Bereichen Ingenieurwesen, Wirtschaft und Recht gegründet. 1978 wurde das Studienangebot um eine medizinische Fakultät ergänzt.
Die Universität erreichte 1980 ihre volle Entwicklungsphase und wurde mit der Gesetzesverordnung 84/80 vom Bundesministerium für Verteidigung zur Militärakademie (Hochschule) ernannt. Mit einem weiteren Erlass vom 23. Juli 1982 wurde die Hochschule unter dem Namen Universidad Militar "Nueva Granada" als Universität anerkannt. 1992 wurde selbige an das Ministerium für Nationale Verteidigung angegliedert und erhielt den Auftrag, sich auf den juristischen Bereich zu konzentrieren, um damit wieder auf ihre Ursprünge zurückzukehren.
Im Januar 1984 erfolgte der Umzug zum heutigen Standort.
Im März 2003 wurde die Rechtsform durch das Gesetz 805 des Jahres 2003 geändert und zu einer selbständigen Einheit der National-Universitäten von Kolumbien gemacht. Hauptziel der Einrichtung ist es, die Hochschulbildung der Streitkräfte Kolumbiens und die nationale Polizei- und Verteidigungspolitik im Allgemeinen zu fördern. Dasselbe Gesetz gab der Nueva Granada akademische und administrative Selbstverwaltung sowie einen eigenen Haushalt.
Die Nueva Granada Military Universität ist heute eine öffentliche Hochschule. Sie dient der Lehre und Forschung und widmet sich der Festigung der universitären Bildung in der kolumbianischen Gesellschaft.

## Fakultäten
- Facultad de Ingeniería (Ingenieurwissenschaften)
- Facultad de Ciencias Económicas (Wirtschaftswissenschaften)
- Facultad de Relaciones Internacionales, Estrategia y Seguridad (Internationale Beziehungen, Strategie und Staatssicherheit)
- Facultad Derecho (Rechtswissenschaften)
- Facultad Medicina (Medizin)
- Facultad de Ciencias (Naturwissenschaften – Biologie)

## Zukunftspläne
Um nationale und internationale Akkreditierung zu erlangen, sollen in Zukunft Promotionsstudiengänge angeboten werden. Ganz generell sollen alle Studiengänge an internationale Systeme angepasst und nach verschiedenen ISO-Richtlinien zertifiziert werden.